# Caryophyllia hawaiiensis
Espèce
Statut CITES
Caryophyllia hawaiiensis est une espèce de coraux appartenant à la famille des Caryophylliidae.